# Leptostilbus rutilans
Leptostilbus rutilans is een keversoort uit de familie glanzende bloemkevers (Phalacridae). De wetenschappelijke naam van de soort werd in 1916 gepubliceerd door Thomas Lincoln Casey.